# Google Correlate
Google Correlate war ein Onlinedienst des Unternehmens Google Inc., der Informationen darüber bereitstellte, wie stark die Frequenz mehrerer Suchbegriffe in einem festgelegten, zeitlichen Intervall miteinander korrelieren. Das Ergebnis wurde als Korrelationskoeffizient ausgegeben. Korrelationen ließen sich auch selbst einzeichnen.
Eine weitere Möglichkeit war das Vergleichen von Suchbegriffen innerhalb der Staaten der USA. Die Daten waren in wöchentlicher Auflösung seit Januar 2003 für die gesamte Welt oder einzelne Regionen verfügbar.
Mit Hilfe dieser Anwendung ließ sich die Suchfrequenz einzelner Begriffe in definierten Zeitabschnitten in Bezug zu anderen Suchbegriffen analysieren, was Rückschlüsse auf sich formierende Trends in der Gesellschaft erlaubt. Es war außerdem möglich, eigene Datensätze im  CSV-Dateiformat hochzuladen.
Google stellte Google Correlate zum 15. Dezember 2019 wegen geringer Nachfrage ein.

## Abgrenzung zu Google Trends
Der Unterschied zu Google Trends lag darin, dass nicht die Häufigkeit eines einzelnen Suchbegriffs analysiert wurde, sondern die zeitlich definierte Häufigkeit der Suchbegriffe in Bezug zu anderen. Gab man einen Suchbegriff bei Google Trends ein, so erhielt man die Aktivität des Suchbegriffs innerhalb eines definierten Zeitabschnitts. Mit Google Correlate gab man seinen Zielsuchbegriff ein und erhielt eine Liste von Suchbegriffen, welche einen ähnlichen zeitlichen Verlauf der Häufigkeit besitzen. Der Grad der Beziehung wurde durch den Korrelationskoeffizient ausgedrückt. Dieser Zahlenwert ist 1.0 bei vollständiger Übereinstimmung und 0.0 bei der Abwesenheit einer Übereinstimmung. Negative Werte waren ebenfalls möglich und beschrieben eine negative Korrelation.

## Beispiel
Während der Winterzeit werden Menschen häufig krank. Husten ist eine typische Begleiterscheinung. Möchte man nun wissen, welche Sorte Husten am häufigsten auftritt, so sucht man in Google Correlate nach „husten“. Mit zu den ersten Ergebnissen zählen:
| Korrelationsfaktor | Suchbegriff      |
| ------------------ | ---------------- |
| 0.9847             | reizhusten       |
| 0.9837             | trockener husten |
| 0.9403             | acc akut         |

Daraus lässt sich schließen, dass Reizhusten gefolgt von trockenem Husten die häufigste Sorte von Husten ist.

## Shutdown
Der Dienst wurde von Google im Dezember 2019 eingestellt.